# توم دالي
توم دالي (بالإنجليزية: Tom Daly)‏ مواليد 16 فبراير 1991، هو لاعب كرة سلة أسترالي بدأ مسيرته الاحترافية في سنة 2009 يلعب في الدوري الأسترالي لكرة السلة ويحمل الرقم 6.